# کارل دیکینسون
کارل دیکینسون (انگلیسی: Carl Dickinson؛ زادهٔ ۳۱ مارس ۱۹۸۷) یک بازیکن فوتبال اهل بریتانیا است.